# Snöstormen i Iran 1972
Snöstormen i Iran 1972 i februari 1972 ledde till uppskattningsvis 4 000 dödsfall. En veckolång period av låga temperaturer och vinterstormar varade under perioden 3-9 februari 1972, ledde till att över 10 fot (3 meter) snö föll ute på landsbygden i nordvästra, centrala och södra Iran.
Södra Iran fick så mycket som 26 fot (8 meter) snö, och minst 4 000 bybor begraves. Enligt dåtida reportage i tidningen Ettela'at, drabbades staden Ardakan och närliggande byar värst, med inga överlevande i Kakkan eller Kumar. I nordväst, nära gränsen till Turkiet, begravdes byn Sheklab och dess 100 invånare.
Snöstormen blev tidernas värsta vad gäller antalet dödsfall.

### Fotnoter
1. ↑  ”NOAA's Top Global Weather; Water and Climate Events of The 20th Century”. Arkiverad från originalet den 19 oktober 2011. https://web.archive.org/web/20111019080450/http://www.noaanews.noaa.gov/stories/s334b.htm. Läst 13 september 2012.
2. ↑  "MISSING PUT AT 6,000 IN IRANIAN BLIZZARD", New York Times, February 11, 1972, p4; "Thousands Missing in Iran Snow", Oakland Tribune, 10 februari 1972, p1;
3. ↑  ”40 Years Ago, Iran Was Hit by the Deadliest Blizzard in History”. Arkiverad från originalet den 10 februari 2012. https://web.archive.org/web/20120210082829/http://www.mentalfloss.com/blogs/archives/116286. Läst 9 februari 2012.